# Andrzej Skrzypczak
Andrzej Skrzypczak (ur. 20 listopada 1897 w Kobylnikach, zm. 2 października 1955 w Targoszycach) – sierżant Wojska Polskiego II RP, muzyk, uczestnik I wojny światowej, powstań: śląskiego, wielkopolskiego, wojny polsko-bolszewickiej i kampanii wrześniowej 1939.

## Życiorys
Dzieciństwo i lata młodzieńcze spędził w Kobylnikach koło Grodziska Wielkopolskiego.
W czasie I wojny światowej był trębaczem w pułku artylerii niemieckiej. Brał czynny udział w powstaniach: śląskim i wielkopolskim, za co został odznaczony Wielkopolskim Krzyżem Powstańczym oraz Śląskim Krzyżem Powstańczym. Po sformowaniu w marcu 1919 2 pułku strzelców wielkopolskich został powołany do jednocześnie utworzonej orkiestry pułkowej i awansowany do stopnia sierżanta.
W latach 1919–1920 brał udział w wojnie polsko-bolszewickiej. Po reorganizacji 2 pułk strzelców wielkopolskich już jako 56 pułk piechoty wielkopolskiej został wraz z orkiestrą przeniesiony do garnizonu w Krotoszynie. 31 października 1927 Skrzypczak zdał egzamin muzyczny z wynikiem bardzo dobrym. W latach 1927–1928 był tamburmajorem orkiestry pułkowej. Obok uzdolnień muzycznych miał również talent lutniczy. Budował skrzypce, a także naprawiał instrumenty drewniane i blaszane, co pozwalało orkiestrze utrzymywać instrumenty w doskonałym stanie.
Podczas kampanii wrześniowej został wzięty do niewoli w Puszczy Kampinoskiej. Początkowo przebywał w obozie jenieckim w Kutnie, lecz już 25 października 1939 został zwolniony i powrócił do Krotoszyna, gdzie przez okres okupacji pracował w firmie budowlanej.
Po wojnie podjął pracę administratora w Zarządzie Budynków Mieszkalnych w 1945 w Krotoszynie. Zmarł nagle 2 października 1955 podczas polowania w Targoszycach. Został pochowany na cmentarzu parafialnym w Krotoszynie.
Był żonaty z Marią z d. Wagner (1892–1966). Miał z nią troje dzieci: córkę – Zbigniewę (1923–1998) oraz dwóch synów – Zdzisława (1924–1981) i Czesława (1928–2001).

## Awanse
- Kapral – 1914[potrzebny przypis]
- Sierżant – 24 marca 1919[potrzebny przypis]

## Odznaczenia
- Medal Pamiątkowy za Wojnę 1918–1921
- Medal Dziesięciolecia Odzyskanej Niepodległości
- Odznaka Wojsk Wielkopolskich
- Odznaka 56 pułku piechoty wielkopolskiej
- Wielkopolski Krzyż Powstańczy
- Śląski Krzyż Powstańczy